# Высокий (спортивно-тренировочная база)
Учебно-тренировочная база «Высокий» (укр. Навчально-тренувальна база «Високий») — учебно- и спортивно-тренировочная база харьковского футбольного клуба «Металлист 1925», расположенная в посёлке городского типа Высокий. Находится в 15 минутах езды от
международного аэропорта «Харьков» и 20 километрах от центра Харькова.

## Описание[2]
База «Металлиста 1925» состоит из нескольких футбольных полей, крупного гостиничного комплекса и медико-реабилитационного центра. Реконструировалась в двух очередях специально для Евро-2012. Строительство первой очереди было завершено в 2009 году, в состав вошли несколько футбольных полей, современная пятизвёздочная гостиница «Металлист», VIP-зона с апартаментами класса «люкс», медико-реабилитационный центр с бассейном площадью 136 м² (17 x 8), зона допинг-контроля, пресс-центр и некоторые другие пристройки. Строительство второй очереди длилось с весны по осень 2011 года, в её состав вошёл дополнительный гостиничный комплекс с 33 номерами. Всего в объединённом гостиничном комплексе 88 номеров (с учётом номера корпуса молодёжной команды). Стоимость реконструкции составила 24,6 миллионов долларов США.